# Phthiracarus sudamericanus
Phthiracarus sudamericanus är en kvalsterart som först beskrevs av Pérez-Íñigo och Baggio 1993.  Phthiracarus sudamericanus ingår i släktet Phthiracarus och familjen Phthiracaridae. Inga underarter finns listade i Catalogue of Life.